# Daniele Doveri
Daniele Doveri (* 10. Dezember 1977 in Volterra) ist ein italienischer Fußballschiedsrichter.
Doveri leitet seit der Saison 2009/10 Spiele in der Serie B und in der Serie A. Bislang hatte er bereits über 200 Einsätze in der Serie A. Doveri ist Büroangestellter von Beruf.
Von 2018 bis 2021 stand er auf der Liste der FIFA-Schiedsrichter und leitete internationale Fußballspiele, darunter einige Spiele in der Qualifikation der Europa League und Champions League. Seit 2022 steht er als Videoschiedsrichter auf der FIFA-Liste.
Am 17. Juni 2020 leitete Doveri das Finale der Coppa Italia 2019/20 zwischen dem SSC Neapel und Juventus Turin (0:0, 4:2 i. E.) im Olympiastadion Rom.
Außerdem leitete Doveri am 12. Januar 2022 den italienischen Supercup 2021 zwischen Inter Mailand und Juventus Turin (2:1 n. V., 1:1).